# Prepona diaziana
Prepona diaziana är en fjärilsart som beskrevs av Miller 1977. Prepona diaziana ingår i släktet Prepona och familjen praktfjärilar. Inga underarter finns listade i Catalogue of Life.